# Clypomphale biloba
Clypomphale biloba är en stekelart som beskrevs av Boucek 1988. Clypomphale biloba ingår i släktet Clypomphale och familjen finglanssteklar. Inga underarter finns listade i Catalogue of Life.